# اونیوپ
اونیوپ یک جزیره بیرونی در جزایر مورتلوک علیا و شهرداری در ایالت چوک، ایالات فدرال میکرونزی است.